# 2021-es WEC portimãoi 8 órás autóverseny
| Pályarajz   | Pályarajz              | Pályarajz                                                |
| ----------- | ---------------------- | -------------------------------------------------------- |
|             |                        |                                                          |
| Győztesek   |                        |                                                          |
| Kategória   | Csapat                 | Versenyzők                                               |
| Hypercar    | #8 Toyota Gazoo Racing | Sébastien Buemi Nakadzsima Kazuki Brendon Hartley        |
| LMP2        | #38 JOTA               | Roberto González António Félix da Costa Anthony Davidson |
| LMP2 Pro-Am | #70 Realteam Racing    | Esteban Garcia Mathias Beche Norman Nato                 |
| LMGTE Pro   | #51 AF Corse           | Alessandro Pier Guidi James Calado                       |
| LMGTE Am    | #47 Cetliar Racing     | Roberto Lacorte Giorgio Sernagiotto Antonio Fuoco        |

A 2021-es WEC portimãoi 8 órás autóverseny a WEC hosszútávú világbajnoksága 2021-es szezonjának második futama volt, amelyet június 13-án tartottak meg. A fordulót Sébastien Buemi, Nakadzsima Kazuki és Brendon Hartley triója nyerte meg, akik a hibridhajtású Toyota Gazoo Racing csapatának #8-as rajtszámú versenyautóját vezették.

## Időmérő
A kategóriák leggyorsabb versenyzői vastaggal vannak kiemelve.
| Poz. | Kategória | Csapat                        | Átlagidő | Különbség | Rajthely |
| ---- | --------- | ----------------------------- | -------- | --------- | -------- |
| 1.   | Hypercar  | #36 Alpine Elf Matmut         | 1:30.364 | -         | 1        |
| 2.   | Hypercar  | #8 Toyota Gazoo Racing        | 1:30,458 | +0,094    | 2        |
| 3.   | Hypercar  | #7 Toyota Gazoo Racing        | 1:30,540 | +0,176    | 3        |
| 4.   | LMP2      | #28 JOTA                      | 1:31,210 | +0,846    | 4        |
| 5.   | LMP2      | #38 JOTA                      | 1:31,255 | +0,891    | 5        |
| 6.   | LMP2      | #29 Racing Team Nederland     | 1:31,545 | +1,181    | 6        |
| 7.   | LMP2      | #22 United Autosports USA     | 1:31,598 | +1,234    | 7        |
| 8.   | LMP2      | #31 Team WRT                  | 1:31,648 | +1,284    | 8        |
| 9.   | LMP2      | #34 Inter Europol Competition | 1:31,737 | +1,373    | 9        |
| 10.  | LMP2      | #70 Realteam Racing           | 1:31,854 | +1,490    | 10       |
| 11.  | Hypercar  | #709 Glickenhaus Racing       | 1:32,167 | +1,803    | 11       |
| 12.  | LMP2      | #21 DragonSpeed USA           | 1:32,526 | +2,162    | 12       |
| 13.  | LMP2      | #20 High Class Racing         | 1:32,626 | +2,262    | 13       |
| 14.  | LMP2      | #1 Richard Mille Racing Team  | 1:32,748 | +2,384    | 14       |
| 15.  | LMP2      | #44 ARC Bratislava            | 1:34,224 | +3,860    | 15       |
| 16.  | LMGTE Pro | #92 Porsche GT Team           | 1:37,986 | +7,622    | 16       |
| 17.  | LMGTE Pro | #51 AF Corse                  | 1:38,359 | +7,995    | 17       |
| 18.  | LMGTE Pro | #91 Porsche GT Team           | 1:38,389 | +8,025    | 18       |
| 19.  | LMGTE Pro | #52 AF Corse                  | 1:38,743 | +8,379    | 19       |
| 20.  | LMGTE Am  | #56 Team Project 1            | 1:40,191 | +9,827    | 20       |
| 21.  | LMGTE Am  | #77 Dempsey-Proton Racing     | 1:40,236 | +9,872    | 21       |
| 22.  | LMGTE Am  | #47 Cetilar Racing            | 1:40,885 | +10,521   | 22       |
| 23.  | LMGTE Am  | #54 AF Corse                  | 1:41,001 | +10,637   | 23       |
| 24.  | LMGTE Am  | #85 Iron Lynx                 | 1:41,085 | +10,721   | 24       |
| 25.  | LMGTE Am  | #83 AF Corse                  | 1:41,141 | +10,777   | 25       |
| 26.  | LMGTE Am  | #57 Kessel Racing             | 1:41,276 | +10,912   | 26       |
| 27.  | LMGTE Am  | #98 Aston Martin Racing       | 1:41,366 | +11,002   | 27       |
| 28.  | LMGTE Am  | #777 D'station Racing         | 1:41,499 | +11,135   | 28       |
| 29.  | LMGTE Am  | #86 GR Racing                 | 1:41,604 | +11,240   | 29       |
| 30.  | LMGTE Am  | #33 TF Sport                  | 1:41,993 | +11,629   | 30       |
| 31.  | LMGTE Am  | #60 Iron Lynx                 | 1:42,521 | +12,157   | 31       |
| 32.  | LMGTE Am  | #88 Dempsey-Proton Racing     | 1:43,374 | +13,010   | 32       |

## Verseny
A résztvevőknek legalább a versenytáv 70%-át (210 kört) teljesíteniük kellett ahhoz, hogy az elért eredményüket értékeljék. A kategóriák leggyorsabb versenyzői vastaggal vannak kiemelve.
| Helyezés | Kategória     | #   | Csapat                    | Versenyzők                                               | Kasztni                       | Gumi | Kör | Idő/Hátrány/Kiesés |
| Helyezés | Kategória     | #   | Csapat                    | Versenyzők                                               | Motor                         | Gumi | Kör | Idő/Hátrány/Kiesés |
| -------- | ------------- | --- | ------------------------- | -------------------------------------------------------- | ----------------------------- | ---- | --- | ------------------ |
| 1.       | Hypercar      | 8   | Toyota Gazoo Racing       | Sébastien Buemi Nakadzsima Kazuki Brendon Hartley        | Toyota GR010 Hybrid           | M    | 300 | 8:00:15,414        |
| 1.       | Hypercar      | 8   | Toyota Gazoo Racing       | Sébastien Buemi Nakadzsima Kazuki Brendon Hartley        | Toyota 3.5 L Turbo V6         | M    | 300 | 8:00:15,414        |
| 2.       | Hypercar      | 7   | Toyota Gazoo Racing       | Mike Conway Kobajasi Kamui José María López              | Toyota GR010 Hybrid           | M    | 300 | +1.800             |
| 2.       | Hypercar      | 7   | Toyota Gazoo Racing       | Mike Conway Kobajasi Kamui José María López              | Toyota 3.5 L Turbo V6         | M    | 300 | +1.800             |
| 3.       | Hypercar      | 36  | Alpine Elf Matmut         | André Negrão Nicolas Lapierre Matthieu Vaxivière         | Alpine A480                   | M    | 300 | +1:08,597          |
| 3.       | Hypercar      | 36  | Alpine Elf Matmut         | André Negrão Nicolas Lapierre Matthieu Vaxivière         | Gibson GL458 4.5 L V8         | M    | 300 | +1:08,597          |
| 4.       | LMP2          | 38  | JOTA                      | Roberto González António Félix da Costa Anthony Davidson | Oreca 07                      | G    | 296 | +4 kör             |
| 4.       | LMP2          | 38  | JOTA                      | Roberto González António Félix da Costa Anthony Davidson | Gibson GK428 4.2 L V8         | G    | 296 | +4 kör             |
| 5.       | LMP2          | 28  | JOTA                      | Sean Gelael Stoffel Vandoorne Tom Blomqvist              | Oreca 07                      | G    | 296 | +4 kör             |
| 5.       | LMP2          | 28  | JOTA                      | Sean Gelael Stoffel Vandoorne Tom Blomqvist              | Gibson GK428 4.2 L V8         | G    | 296 | +4 kör             |
| 6.       | LMP2          | 22  | United Autosports USA     | Philip Hanson Wayne Boyd Paul di Resta                   | Oreca 07                      | G    | 295 | +5 kör             |
| 6.       | LMP2          | 22  | United Autosports USA     | Philip Hanson Wayne Boyd Paul di Resta                   | Gibson GK428 4.2 L V8         | G    | 295 | +5 kör             |
| 7.       | LMP2          | 31  | Team WRT                  | Robin Frijns Habsburg Ferdinánd Charles Milesi           | Oreca 07                      | G    | 295 | +5 kör             |
| 7.       | LMP2          | 31  | Team WRT                  | Robin Frijns Habsburg Ferdinánd Charles Milesi           | Gibson GK428 4.2 L V8         | G    | 295 | +5 kör             |
| 8.       | LMP2          | 34  | Inter Europol Competition | Jakub Śmiechowski Louis Delétraz Alex Brundle            | Oreca 07                      | G    | 293 | +7 kör             |
| 8.       | LMP2          | 34  | Inter Europol Competition | Jakub Śmiechowski Louis Delétraz Alex Brundle            | Gibson GK428 4.2 L V8         | G    | 293 | +7 kör             |
| 9.       | LMP2          | 1   | Richard Mille Racing Team | Tatiana Calderón Sophia Flörsch Beitske Visser           | Oreca 07                      | G    | 290 | +10 kör            |
| 9.       | LMP2          | 1   | Richard Mille Racing Team | Tatiana Calderón Sophia Flörsch Beitske Visser           | Gibson GK428 4.2 L V8         | G    | 290 | +10 kör            |
| 10.      | LMP2 (Pro-Am) | 70  | Realteam Racing           | Esteban Garcia Mathias Beche Norman Nato                 | Oreca 07                      | G    | 290 | +10 kör            |
| 10.      | LMP2 (Pro-Am) | 70  | Realteam Racing           | Esteban Garcia Mathias Beche Norman Nato                 | Gibson GK428 4.2 L V8         | G    | 290 | +10 kör            |
| 11.      | LMP2 (Pro-Am) | 21  | DragonSpeed USA           | Henrik Hedman Juan Pablo Montoya Ben Hanley              | Oreca 07                      | G    | 288 | +12 kör            |
| 11.      | LMP2 (Pro-Am) | 21  | DragonSpeed USA           | Henrik Hedman Juan Pablo Montoya Ben Hanley              | Gibson GK428 4.2 L V8         | G    | 288 | +12 kör            |
| 12.      | LMP2 (Pro-Am) | 20  | High Class Racing         | Jan Magnussen Anders Fjordbach Dennis Andersen           | Oreca 07                      | G    | 285 | +15 kör            |
| 12.      | LMP2 (Pro-Am) | 20  | High Class Racing         | Jan Magnussen Anders Fjordbach Dennis Andersen           | Gibson GK428 4.2 L V8         | G    | 285 | +15 kör            |
| 13.      | LMP2 (Pro-Am) | 29  | Racing Team Nederland     | Frits van Eerd Giedo van der Garde Job van Uitert        | Oreca 07                      | G    | 280 | +20 kör            |
| 13.      | LMP2 (Pro-Am) | 29  | Racing Team Nederland     | Frits van Eerd Giedo van der Garde Job van Uitert        | Gibson GK428 4.2 L V8         | G    | 280 | +20 kör            |
| 14.      | LMGTE Pro     | 51  | AF Corse                  | Alessandro Pier Guidi James Calado                       | Ferrari 488 GTE Evo           | M    | 279 | +21 kör            |
| 14.      | LMGTE Pro     | 51  | AF Corse                  | Alessandro Pier Guidi James Calado                       | Ferrari F154CB 3.9 L Turbo V8 | M    | 279 | +21 kör            |
| 15.      | LMGTE Pro     | 52  | AF Corse                  | Daniel Serra Miguel Molina                               | Ferrari 488 GTE Evo           | M    | 279 | +21 kör            |
| 15.      | LMGTE Pro     | 52  | AF Corse                  | Daniel Serra Miguel Molina                               | Ferrari F154CB 3.9 L Turbo V8 | M    | 279 | +21 kör            |
| 16.      | LMGTE Pro     | 92  | Porsche GT Team           | Kévin Estre Neel Jani Michael Christensen                | Porsche 911 RSR-19            | M    | 279 | +21 kör            |
| 16.      | LMGTE Pro     | 92  | Porsche GT Team           | Kévin Estre Neel Jani Michael Christensen                | Porsche 4.2 L Flat-6          | M    | 279 | +21 kör            |
| 17.      | LMGTE Pro     | 91  | Porsche GT Team           | Gianmaria Bruni Richard Lietz Frédéric Makowiecki        | Porsche 911 RSR-19            | M    | 278 | +22 kör            |
| 17.      | LMGTE Pro     | 91  | Porsche GT Team           | Gianmaria Bruni Richard Lietz Frédéric Makowiecki        | Porsche 4.2 L Flat-6          | M    | 278 | +22 kör            |
| 18.      | LMGTE Am      | 47  | Cetliar Racing            | Roberto Lacorte Giorgio Sernagiotto Antonio Fuoco        | Ferrari 488 GTE Evo           | M    | 274 | +26 kör            |
| 18.      | LMGTE Am      | 47  | Cetliar Racing            | Roberto Lacorte Giorgio Sernagiotto Antonio Fuoco        | Ferrari F154CB 3.9 L Turbo V8 | M    | 274 | +26 kör            |
| 19.      | LMGTE Am      | 56  | Team Project 1            | Matteo Cairoli Egidio Perfetti Riccardo Pera             | Porsche 911 RSR-19            | M    | 274 | +26 kör            |
| 19.      | LMGTE Am      | 56  | Team Project 1            | Matteo Cairoli Egidio Perfetti Riccardo Pera             | Porsche 4.2 L Flat-6          | M    | 274 | +26 kör            |
| 20.      | LMGTE Am      | 54  | AF Corse                  | Thomas Flohr Francesco Castellacci Giancarlo Fisichella  | Ferrari 488 GTE Evo           | M    | 274 | +26 kör            |
| 20.      | LMGTE Am      | 54  | AF Corse                  | Thomas Flohr Francesco Castellacci Giancarlo Fisichella  | Ferrari F154CB 3.9 L Turbo V8 | M    | 274 | +26 kör            |
| 21.      | LMGTE Am      | 98  | Aston Martin Racing       | Paul Dalla Lana Augusto Farfus Marcos Gomes              | Aston Martin Vantage AMR      | M    | 274 | +26 kör            |
| 21.      | LMGTE Am      | 98  | Aston Martin Racing       | Paul Dalla Lana Augusto Farfus Marcos Gomes              | Aston Martin 4.0 L Turbo V8   | M    | 274 | +26 kör            |
| 22.      | LMGTE Am      | 57  | Kessel Racing             | Kimura Teakesi Mikkel Jensen Scott Andrews               | Ferrari 488 GTE Evo           | M    | 274 | +26 kör            |
| 22.      | LMGTE Am      | 57  | Kessel Racing             | Kimura Teakesi Mikkel Jensen Scott Andrews               | Ferrari F154CB 3.9 L Turbo V8 | M    | 274 | +26 kör            |
| 23.      | LMGTE Am      | 60  | Iron Lynx                 | Claudi Schiavoni Andrea Piccini Matteo Cressoni          | Ferrari 488 GTE Evo           | M    | 273 | +27 kör            |
| 23.      | LMGTE Am      | 60  | Iron Lynx                 | Claudi Schiavoni Andrea Piccini Matteo Cressoni          | Ferrari F154CB 3.9 L Turbo V8 | M    | 273 | +27 kör            |
| 24.      | LMGTE Am      | 85  | Iron Lynx                 | Rahel Frey Michelle Gatting Manuela Gostner              | Ferrari 488 GTE Evo           | M    | 273 | +27 kör            |
| 24.      | LMGTE Am      | 85  | Iron Lynx                 | Rahel Frey Michelle Gatting Manuela Gostner              | Ferrari F154CB 3.9 L Turbo V8 | M    | 273 | +27 kör            |
| 25.      | LMGTE Am      | 33  | TF Sport                  | Ben Keating Dylan Pereira Felipe Fraga                   | Aston Martin Vantage AMR      | M    | 272 | +28 kör            |
| 25.      | LMGTE Am      | 33  | TF Sport                  | Ben Keating Dylan Pereira Felipe Fraga                   | Aston Martin 4.0 L Turbo V8   | M    | 272 | +28 kör            |
| 26.      | LMGTE Am      | 86  | GR Racing                 | Michael Wainwright Ben Barker Tom Gamble                 | Porsche 911 RSR-19            | M    | 271 | +29 kör            |
| 26.      | LMGTE Am      | 86  | GR Racing                 | Michael Wainwright Ben Barker Tom Gamble                 | Porsche 4.2 L Flat-6          | M    | 271 | +29 kör            |
| 27.      | LMGTE Am      | 88  | Dempsey-Proton Racing     | Dominique Bastien Marco Seefried Julien Andlauer         | Porsche 911 RSR-19            | M    | 269 | +31 kör            |
| 27.      | LMGTE Am      | 88  | Dempsey-Proton Racing     | Dominique Bastien Marco Seefried Julien Andlauer         | Porsche 4.2 L Flat-6          | M    | 269 | +31 kör            |
| 28.      | LMGTE Am      | 83  | AF Corse                  | François Perrodo Nicklas Nielsen Alessio Rovera          | Ferrari 488 GTE Evo           | M    | 267 | +33 kör            |
| 28.      | LMGTE Am      | 83  | AF Corse                  | François Perrodo Nicklas Nielsen Alessio Rovera          | Ferrari F154CB 3.9 L Turbo V8 | M    | 267 | +33 kör            |
| 29.      | LMP2 (Pro-Am) | 44  | ARC Bratislava            | Miro Konôpka Oliver Webb Tom Jackson                     | Ligier JS P217                | G    | 261 | +39 kör            |
| 29.      | LMP2 (Pro-Am) | 44  | ARC Bratislava            | Miro Konôpka Oliver Webb Tom Jackson                     | Gibson GK428 4.2 L V8         | G    | 261 | +39 kör            |
| 30.      | Hypercar      | 709 | Glickenhaus Racing        | Ryan Briscoe Romain Dumas Richard Westbrook              | Glickenhaus 007 LMH           | M    | 246 | +54 kör            |
| 30.      | Hypercar      | 709 | Glickenhaus Racing        | Ryan Briscoe Romain Dumas Richard Westbrook              | Glickenhaus 3.5 L Turbo V8    | M    | 246 | +54 kör            |
| Ki       | LMGTE Am      | 77  | Dempsey-Proton Racing     | Christian Ried Jaxon Evans Matt Campbell                 | Porsche 911 RSR-19            | M    | 88  |                    |
| Ki       | LMGTE Am      | 77  | Dempsey-Proton Racing     | Christian Ried Jaxon Evans Matt Campbell                 | Porsche 4.2 L Flat-6          | M    | 88  |                    |
| Ki       | LMGTE Am      | 777 | D'station Racing          | Hosino Szatosi Fuidzsi Tomonobú Andrew Watson            | Aston Martin Vantage AMR      | M    | 69  |                    |
| Ki       | LMGTE Am      | 777 | D'station Racing          | Hosino Szatosi Fuidzsi Tomonobú Andrew Watson            | Aston Martin 4.0 L Turbo V8   | M    | 69  |                    |

## A világbajnokság állása a versenyt követően
Hypercar (Teljes táblázat)
| H  | Versenyzők                                        | Pont | H  | Konstruktőrök       | Pont |
| -- | ------------------------------------------------- | ---- | -- | ------------------- | ---- |
| 1. | Sébastien Buemi Nakadzsima Kazuki Brendon Hartley | 63   | 1. | Toyota Gazoo Racing | 64   |
| 2. | Mike Conway Kobajasi Kamui José María López       | 43   | 2. | Alpine Elf Matmut   | 42   |
| 3. | André Negrão Nicolas Lapierre Matthieu Vaxivière  | 42   | 3. | Glickenhaus Racing  | 1    |
| 4. | Ryan Briscoe Romain Dumas Richard Westbrook       | 18   |    |                     |      |

LMGTE (Teljes táblázat)
| H  | Versenyzők                         | Pont | H  | Konstruktőrök | Pont |
| -- | ---------------------------------- | ---- | -- | ------------- | ---- |
| 1. | Alessandro Pier Guidi James Calado | 56   | 1. | Ferrari       | 98   |
| 2. | Kévin Estre Neel Jani              | 50   | 2. | Porsche       | 80   |
| 3. | Daniel Serra Miguel Molina         | 42   | 3. | '             |      |
| 4. | Gianmaria Bruni Richard Lietz      | 30   |    |               |      |
| 5. | Michael Christensen                | 24   |    |               |      |

LMP2 (Teljes táblázat)
| H  | Versenyzők                                               | Pont | H  | Konstruktőrök             | Pont |
| -- | -------------------------------------------------------- | ---- | -- | ------------------------- | ---- |
| 1. | Roberto González António Félix da Costa Anthony Davidson | 56   | 1. | #38 JOTA                  | 56   |
| 2. | Philip Hanson                                            | 49   | 2. | United Autosports USA     | 49   |
| 3. | Sean Gelael Stoffel Vandoorne Tom Blomqvist              | 42   | 3. | #28 JOTA                  | 43   |
| 4. | Fabio Scherer Filipe Albuquerque                         | 26   | 4. | Inter Europol Competition | 25   |
| 5. | Jakub Śmiechowski Alex Brundle                           | 25   | 5. | Team WRT                  | 19   |

LMP2 Pro/Am (Teljes táblázat)
| H  | Versenyzők                                        | Pont | H  | Konstruktőrök         | Pont |
| -- | ------------------------------------------------- | ---- | -- | --------------------- | ---- |
| 1. | Esteban Garcia Norman Nato                        | 56   | 1. | Realteam Racing       | 56   |
| 2. | Frits van Eerd Giedo van der Garde Job van Uitert | 43   | 2. | Racing Team Nederland | 43   |
| 3. | Henrik Hedman Juan Pablo Montoya Ben Hanley       | 42   | 3. | DragonSpeed USA       | 42   |
| 4. | Mathias Beche                                     | 38   | 4. | High Class Racing     | 35   |
| 5. | Jan Magnussen Anders Fjordbach Dennis Andersen    | 35   | 5. | ARC Bratislava        | 15   |

LMGTE Am (Teljes táblázat)
| H  | Versenyzők                                              | Pont | H  | Konstruktőrök  | Pont |
| -- | ------------------------------------------------------- | ---- | -- | -------------- | ---- |
| 1. | Roberto Lacorte Giorgio Sernagiotto Antonio Fuoco       | 53   | 1. | Cetilar Racing | 53   |
| 2. | Thomas Flohr Francesco Castellacci Giancarlo Fisichella | 35   | 2. | #54 AF Corse   | 35   |
| 3. | Ben Keating Dylan Pereira Felipe Fraga                  | 28   | 3. | TF Sport       | 28   |
| 4. | Matteo Cairoli Egidio Perfetti Riccardo Pera            | 28   | 4. | Team Project 1 | 28   |
| 5. | François Perrodo Nicklas Nielsen Alessio Rovera         | 27   | 5. | #83 AF Corse   | 27   |